# Lonchophylla thomasi
Lonchophylla thomasi је врста слепог миша из породице Phyllostomidae.

## Распрострањење
Врста има станиште у Боливији, Бразилу, Венецуели, Гвајани, Еквадору, Колумбији, Панами, Перуу, Суринаму и Француској Гвајани.

## Станиште
Врста Lonchophylla thomasi има станиште на копну.

## Начин живота
Исхрана врсте Lonchophylla thomasi укључује нектар.

## Угроженост
Ова врста није угрожена, и наведена је као последња брига јер има широко распрострањење.

### Популациони тренд
Популациони тренд је за ову врсту непознат.